# Фернандес, Вильгельминия
Вильгельминия Уиггинс Фернандес (англ. Wilhelmenia Wiggins Fernandez) — американская оперная и концертная певица XX века, сопрано, позже педагог. Известна исполнением главной роли в фильме «Дива», партий Бесс («Порги и Бесс»), Мюзетты («Богема»), Аиды, исполняла также госпел. Лауреат премии Лоуренса Оливье (1992) за лучшую женскую роль в мюзикле («Кармен Джонс», постановка театра «Олд Вик»).

## Биография
Родилась в 1949 году. Выросла в южной части города, воспитывалась матерью — портнихой по основному роду занятий и органисткой в баптистской церкви на Таскер-стрит. С детства мечтала о певческой карьере, но по настоянию матери выучилась на машинистку и стенографистку. Окончив среднюю школу в 1966 году, работала секретаршей в страховой компании.
После двух лет работы секретаршей подала заявление в Джульярдскую школу в Нью-Йорке. На приемном экзамене, не зная оперных арий, исполнила госпел «Oh Divine Redeemer». Совмещала учебу с работой машинисткой на полную ставку. В годы учебы познакомилась с почтовым работником Ормондом Фернандесом и вышла за него замуж в 1973 году, по окончании обучения. Три года посвятила семье, родила дочь Шину Мари. В эти годы не занималась певческой карьерой, но в 1976 году получила место в хоре в постановке оперы «Порги и Бесс» Хьюстонской гранд-оперы (позже она начала петь также заглавную женскую партию). После этого семья Фернандесов быстро распалась, дочь проводила больше времени с отцом, чем с матерью, которая постоянно была в разъездах.
Во время гастролей хьюстонской труппы в Европе на Фернандес обратил внимание директор Парижской оперы, подписавший с ней двухлетний контракт. На сцене Парижской оперы она дебютировала в 1979 году в роли Мюзетты в «Богеме», где делила подмостки с Пласидо Доминго и Кири Те Канава.
В 1980 году режиссер Жан-Жак Бенекс предложил певице ознакомиться со сценарием будущего фильма «Дива», в основе сюжета которого лежало увлечение парижского почтальона американской оперной звездой. Фернандес согласилась взять на себя главную женскую роль в фильме, часть действия которого разворачивается в преступном мире Парижа, при условии, что будут сглажены наиболее откровенные сцены. Картина оказалась успешной, а наиболее заметной частью её саундтрека стала исполненная Фернандес ария «Ebben? Ne andrò lontana» из оперы Каталани «Валли». Эту арию она позже часто включала в концертные выступления. За роль в «Диве» она была также номинирована на премию NAACP Image.
Успех «Дивы» и выпуск альбома музыки госпел Wilhelmenia Fernandez Spirituals (первого из двух записанных певицей альбомов американской музыки) способствовали развитию карьеры Фернандес. В 1982 году она повторила роль Мюзетты в «Нью-Йорк сити опера», а на следующий год получила роль Микаэлы в постановке этой же труппой оперы «Кармен». В эти годы голос певицы ещё развивался и выбор партий не всегда был удачным, но в дальнейшем ей начали поручать центральные роли. В 1991 году ей была предложена заглавная партия в опере Верди «Луиза Миллер» в Метрополитен-опера, однако она предпочла отправиться в Лондон, чтобы участвовать в постановке мюзикла «Кармен Джонс» в театре «Олд Вик». Фернандес исполняла заглавную роль в мюзикле на протяжении двух сезонов с большим успехом и в 1992 году была удостоена за неё театральной премии Лоуренса Оливье как лучшая актриса в мюзикле.
Среди других важных ролей в карьере Фернандес была партия Аиды в одноименной опере Верди. Она пела в «Аиде» в Лондоне, Париже, Льеже, Берлине и Мельбурне, а в 1984 году участвовала в масштабной постановке в Луксорском храме. Исполняла также партии Дидоны («Дидона и Эней»), графини («Свадьба Фигаро»), донны Анны («Дон Жуан (опера)»), Маргариты («Фауст»). Выступала в многочисленных концертах, в том числе на фестивале MIDEM в Каннах (в «Реквиеме» Верди), в Кенсингтонском дворце для принца Чарльза и принцессы Дианы, в Белом доме для Дианы и Джорджа Г. У. Буша и в Претории для Нельсона Манделы.
В дальнейшем вторично вышла замуж; второй муж, Эндрю Уильям Смит, умер в 2018 году. Проживала в Лексингтоне (Кентукки), где окончила Кентуккийский университет и Джорджтаунский колледж со степенями по вокалу и педагогике. Некоторое время работала учителем пения, а затем учителем младших классов в школах для детей с особыми потребностями (аутизм и синдром дефицита внимания и гиперактивности). Руководила детским хором баптистской церкви на Мейн-стрит Лексингтона, сама продолжала петь в церковном хоре. Умерла от рака в феврале 2024 года у себя дома в Лексингтоне.